# Христинове
Христинове (біл. Красці́нава) — село в Білорусі, у Дорогичинському районі Берестейської області. Орган місцевого самоврядування — Осовецька сільська рада.

## Географія
Розташоване за 20 км на південний схід від Дорогичина.

## Історія
Наприкінці XVIII століття село належало М. Бутримовичу. До 1858 року власниками маєтку у Христиновому були пани Свенціцькі, згодом Климашевські, у 1890 році — Ганна Петровська.

## Населення
За переписом населення Білорусі 2009 року чисельність населення села становила 42 особи.

## Особи
- Сигізмунд Карлович Свянціцький (1836—1910) — мінський лікар, один із засновників внутрішньопорожнинної хірургії. Доктор медицини (1864).